# Црква брвнара у Доњој Јабланици
Црква брвнара у Доњој Јабланици, насељеном месту на територији општине Чајетина, подигнута је 1838. године, посвећена Богородичином Покрову. Заједно са старим гробљем и собрашицама представља непокретно културно добро као споменик културе од великог значаја.

## Место и изглед цркве
Подигнута у старој боровој шуми, по предању ангажовањем мештана и мајстора са Таре. Основа је једнобродна, са правилном полукружном апсидом у ширини брода и изразито стрмим кровом, првобитно покривеним шиндром. Унутрашњи простор подељен је иконостасном преградом на олтар и наос. Царске двери, настале одмах по изградњи храма, приписане су Сретену Протићу, док је престоне иконе, дар четворице приложника, 1851. насликао Димитрије Посниковић. Поред цркве је дрвени звоник, а у околини, пратећи конфигурацију терена, смештене су собрашице. 
Собрашице (софрашице, собре, софре, шатре, чардак, чардачић) је назив за мале дрвене зградице које су подизали имућнији домаћини и које су њима и њиховим гостима служиле приликом одржавања црквених сабора. Подизане непосредно после настанка цркве у Доњој Јабланици, на једној од најлепших уписана је 1840. година , што сведочи о њиховом настанку. Поједине собрашице су потпуно затворене, док су остале у облику тремова ниско одигнутих од тла, на дирецима, са софром и клупама конструктивно уклопљеним у градњу.
Гробље из прошлог века, стотинак метара западно од цркве, и данас је у употреби. Надгробни споменици претежно су од пешчара, са бојеним клесаним натписима, биљним орнаментима и симболичким представама. Конзервација је делимично изведена на собрашицама 1987. године.